# جورج بيتر فوستر
جورج بيتر فوستر (بالإنجليزية: George Peter Foster)‏ هو محامي وسياسي أمريكي، ولد في 3 أبريل 1858 في الولايات المتحدة، وتوفي في 11 نوفمبر 1928 في ويتون في الولايات المتحدة. حزبياً، نشط في الحزب الديمقراطي. وقد انتخب عضو مجلس النواب الأمريكي.